# Plantago udicola
Plantago udicola är en grobladsväxtart som beskrevs av Meudt och Garn.-jones. Plantago udicola ingår i släktet kämpar, och familjen grobladsväxter. Inga underarter finns listade i Catalogue of Life.